# Будинок MetLife
Будинок MetLife (англ. MetLife Building) — хмарочос у Нью-Йорку, США. Висота 58–поверхового будинку становить 246.6 метрів, він є 13 за висотою хмарочосом Нью-Йорка та 42 у США. Будівництво велося з 1960 по 1963 рік.
Будинок був найвищою офісною спорудою у світі після відкриття 7 березня 1963 року.
Спочатку будинок належав компанії Pan American World Airways і носив назву Pan Am Building. На верху будинку був розміщений великий логотип компанії з північної і південної сторін. В 1981 році MetLife викупила будинок, а в 1991 році, змінила логотип на верхівці будинку. Будівлю було перейменовано в Будинок MetLife. Ця назва також неофіційно належить Вежі MetLife у Нью-Йорку.
У 2005 році MetLife продала будинок за 1.72 млрд. доларів. Покупцем будинку стала Tishman Speyer Properties та Фонд Пенсійної системи Нью-Йорка.

## Галерея

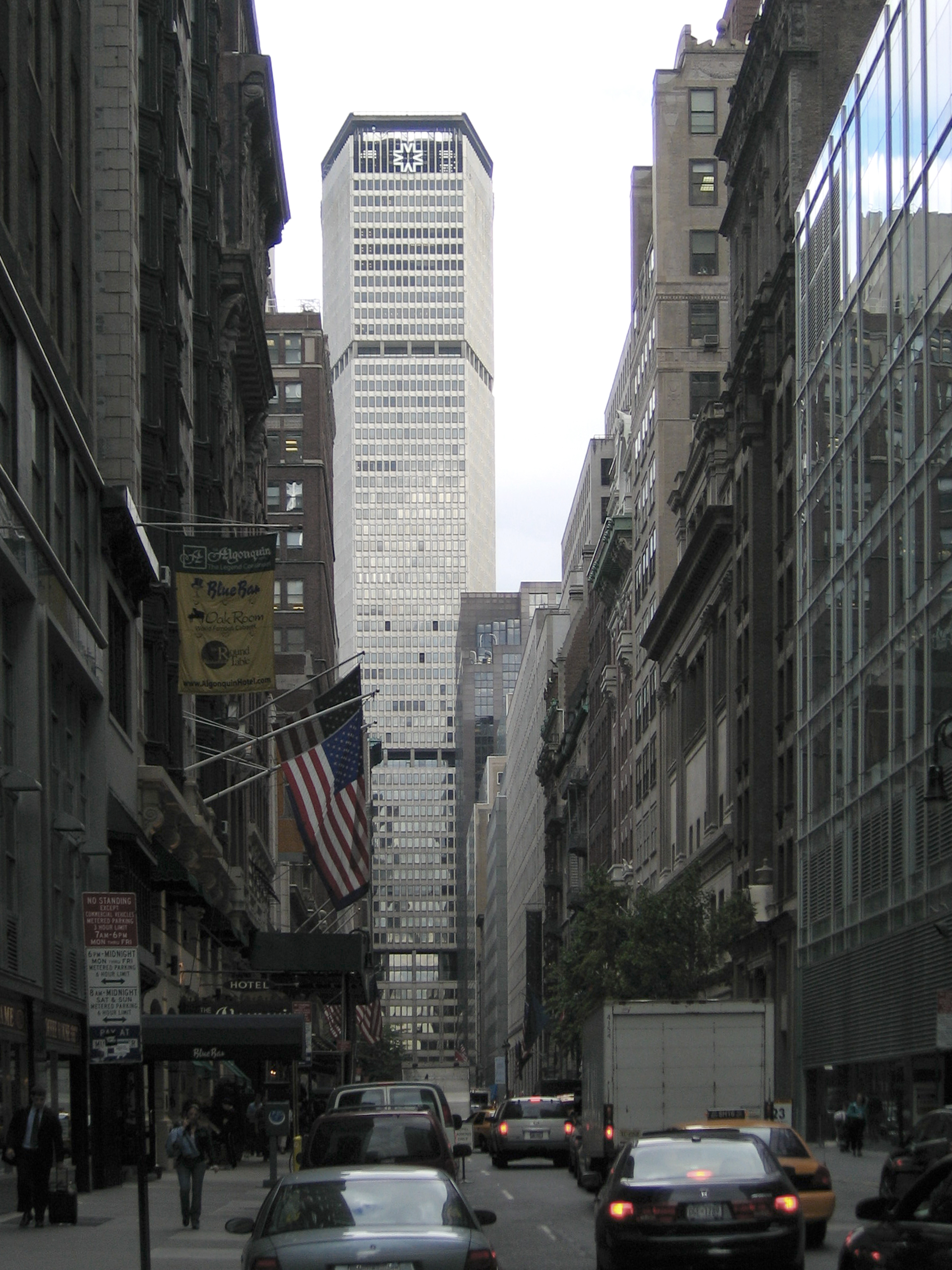
Східна сторона будівлі
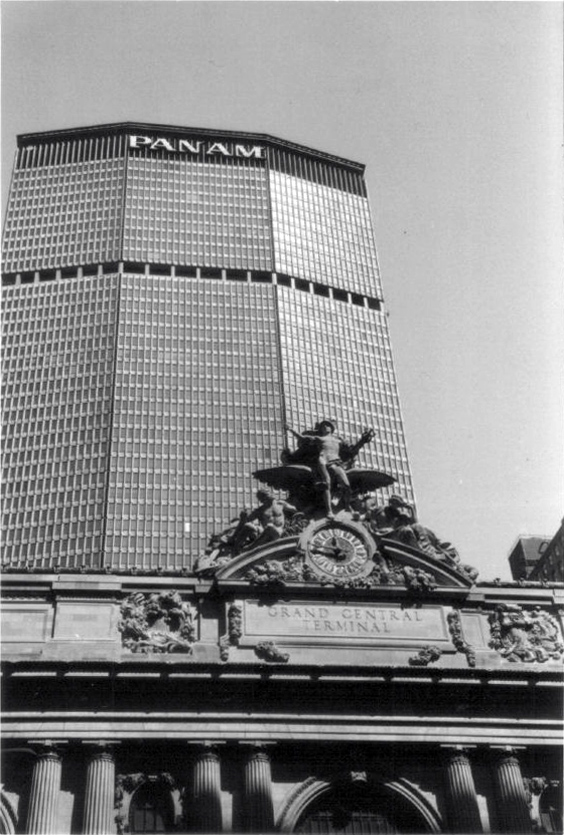
Будівля в 80-х роках: щк за старої назви Pan Am Building
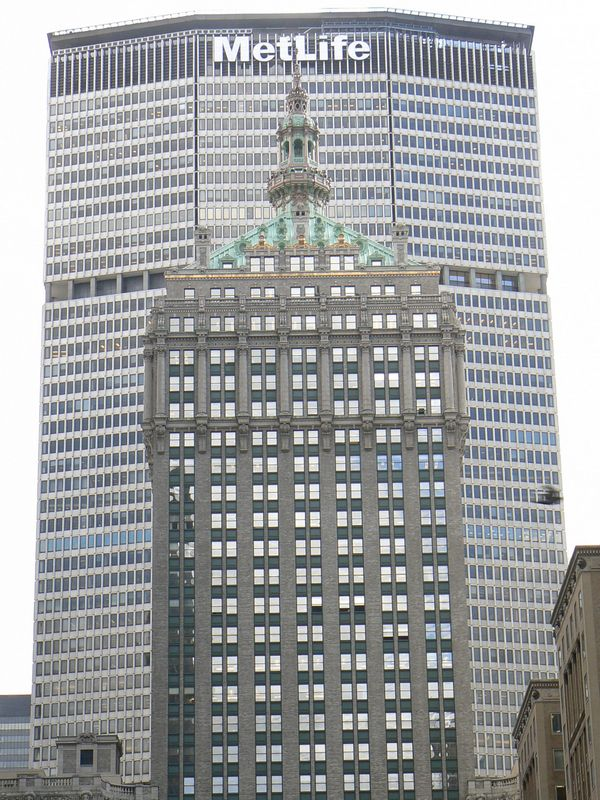
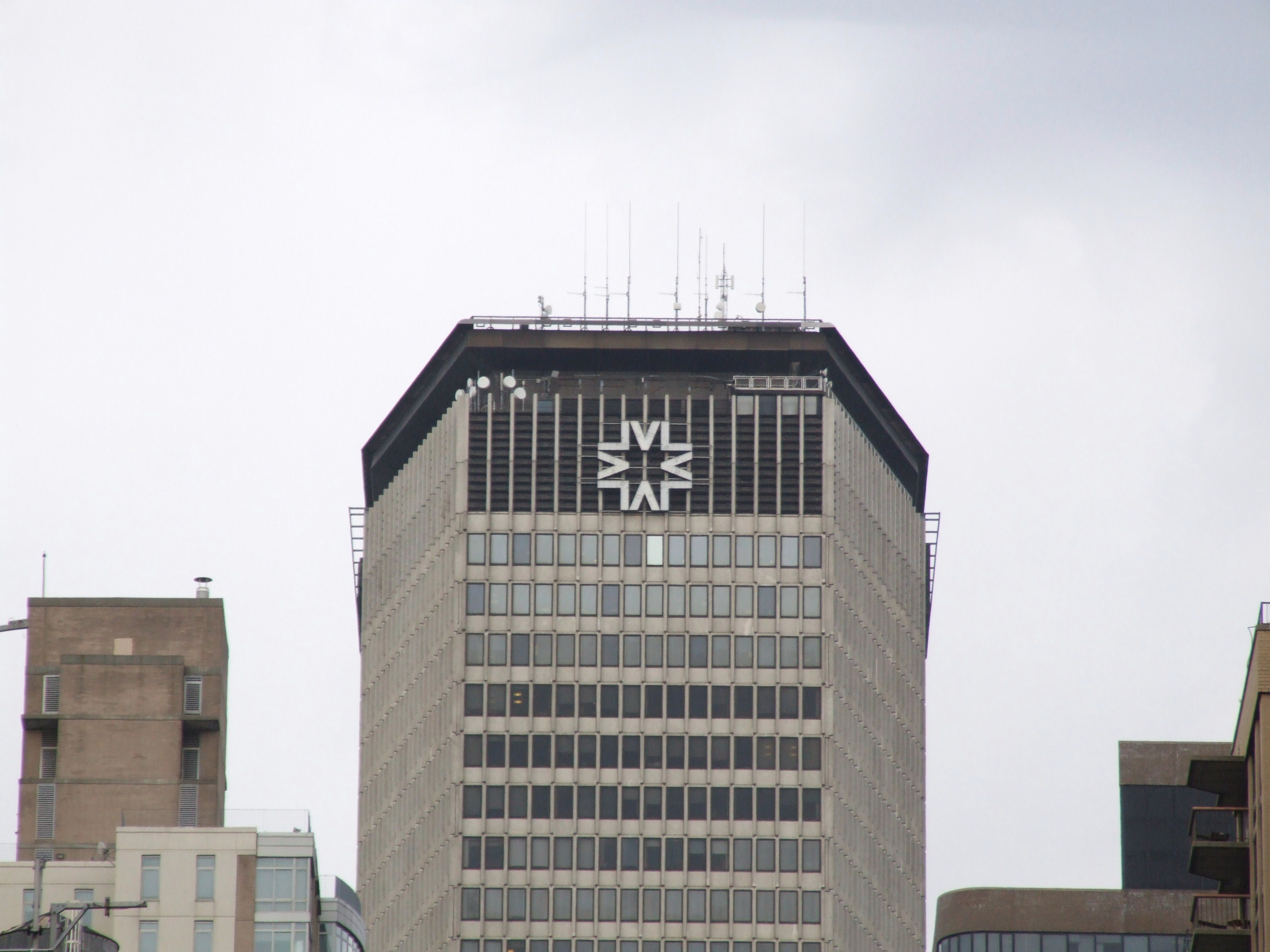
Верхні поверхи будівлі
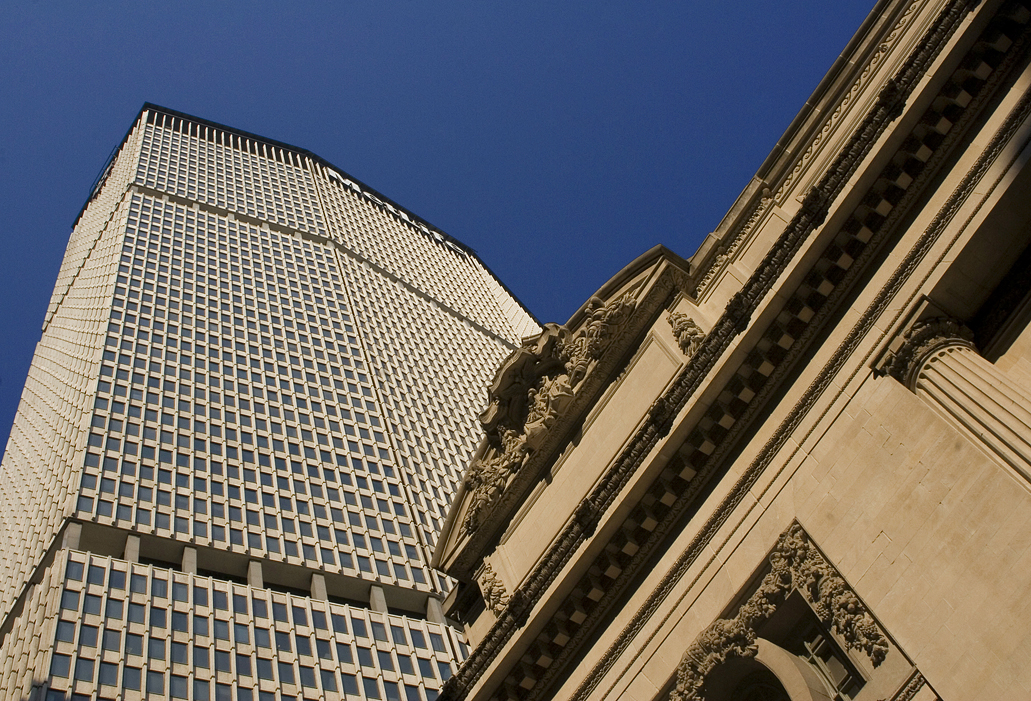
Вид знизу, з бокової стіни Центрального вокзалу